# 10.5cm突撃榴弾砲42
10.5cm突撃榴弾砲42（10.5せんち とつげきりゅうだんほう42、ドイツ語：Sturmhaubitze 42, StuH 42、シュトゥルムハオビッツェ ツヴァイ ウント フィアツィヒ）は第二次世界大戦のドイツの突撃砲である。

## 概要
1941年半ば頃、III号突撃砲の主砲を10.5cm榴弾砲（10.5cm leFH 18を車載用に改造した、ラインメタル社製の28口径10.5cm突撃榴弾砲StuH42）に換装し、対トーチカ攻撃用に用いる新型車輌の開発が、兵器局第6課により企画された。これに対し新型車体の設計をダイムラー・ベンツ社、砲架の設計をラインメタル社が担当し、III号突撃砲E型をベースにして改装した試作車輌が翌年10月にヒトラー総統に披露された。本車をいたく気に入ったヒトラーは量産を奨励し、まず10.5cm le.FH.18搭載突撃砲として先行量産型が作られ、早くも11月の末には9輌がレニングラード戦線に実戦投入された。これらは既成の突撃砲から改装されたもので、量産型と異なりF/8型車台は用いられていない。
なお古い資料では、III号突撃砲が主砲の長砲身化に伴い対戦車戦闘が主任務となってきたため、本来の任務に向けた新型として本車が開発されたとしているが、実際の開発開始は上記のようにそれよりずっと早く（III号突撃砲への長砲身砲の搭載は、7.5cm StuK 40 L/43が1942年春頃、7.5cm StuK 40 L/48 が1942年秋頃）、誤りであったことがわかる。
その後F/8型車台、さらに後にはG型車台を用いての量産が行われた。生産はアルケット社で7.5cm砲搭載の突撃砲と併行して行われ、車台ナンバーは92991～94250、105001以降の中に含まれ、終戦まで1212輌が完成した。
実戦において本車を運用した兵からの報告では、「完全に評価に値する兵器であり、特に対歩兵戦闘に不可欠」「通常の突撃砲7に対し本車を3の配備比率は正しい」と評価されている。
なお名称は1944年3月に10.5cm突撃榴弾砲42型搭載III号突撃砲（直訳）、制式番号Sd.Kfz.142/2となった。前期生産型では砲口にマズルブレーキが装着されていたが、無くても問題ないとされ、1944年末の生産型からは未装備となっている。

## 現存車両

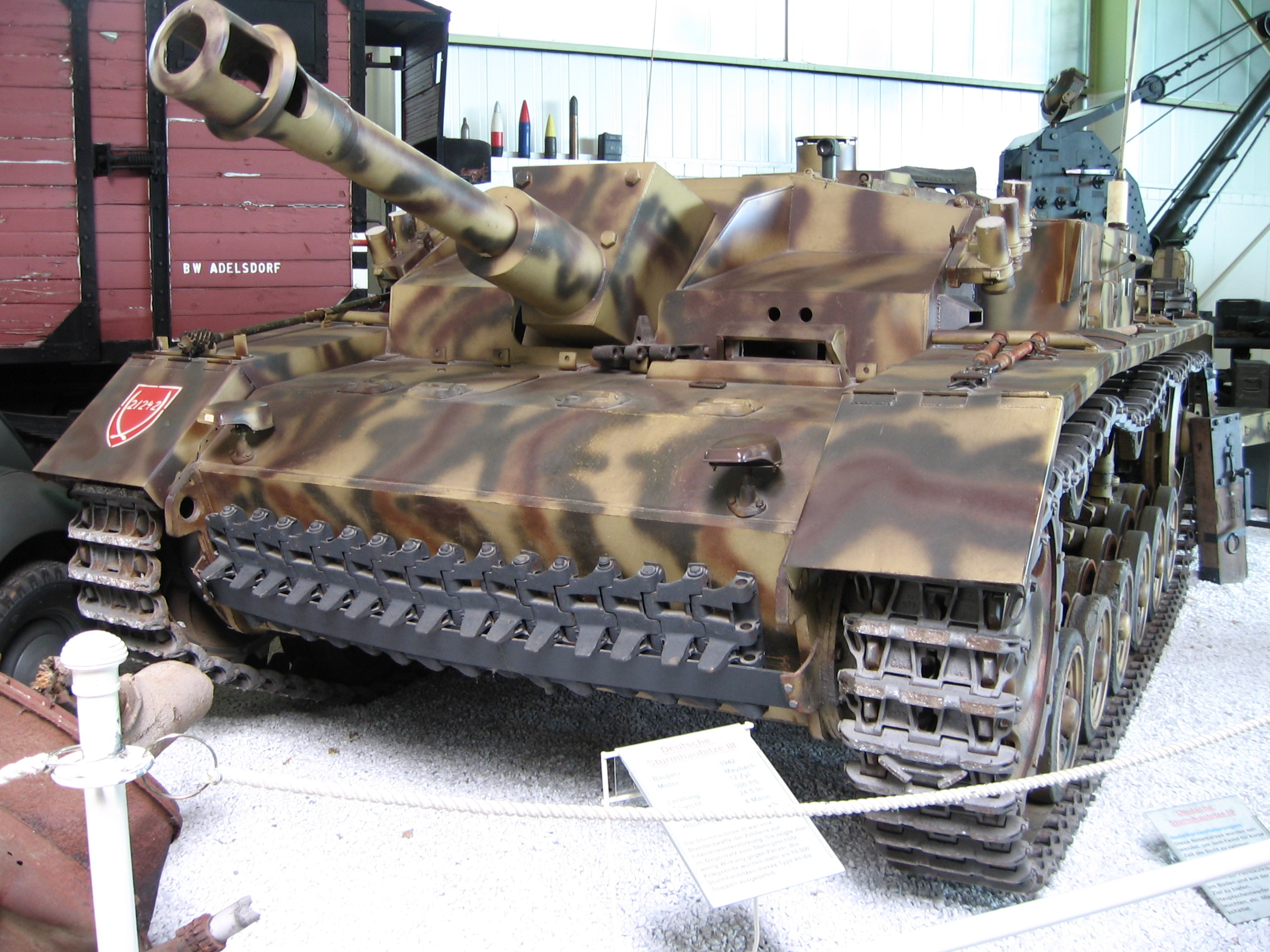
ジンスハイム自動車・技術博物館の展示車両（F/8型車台）。
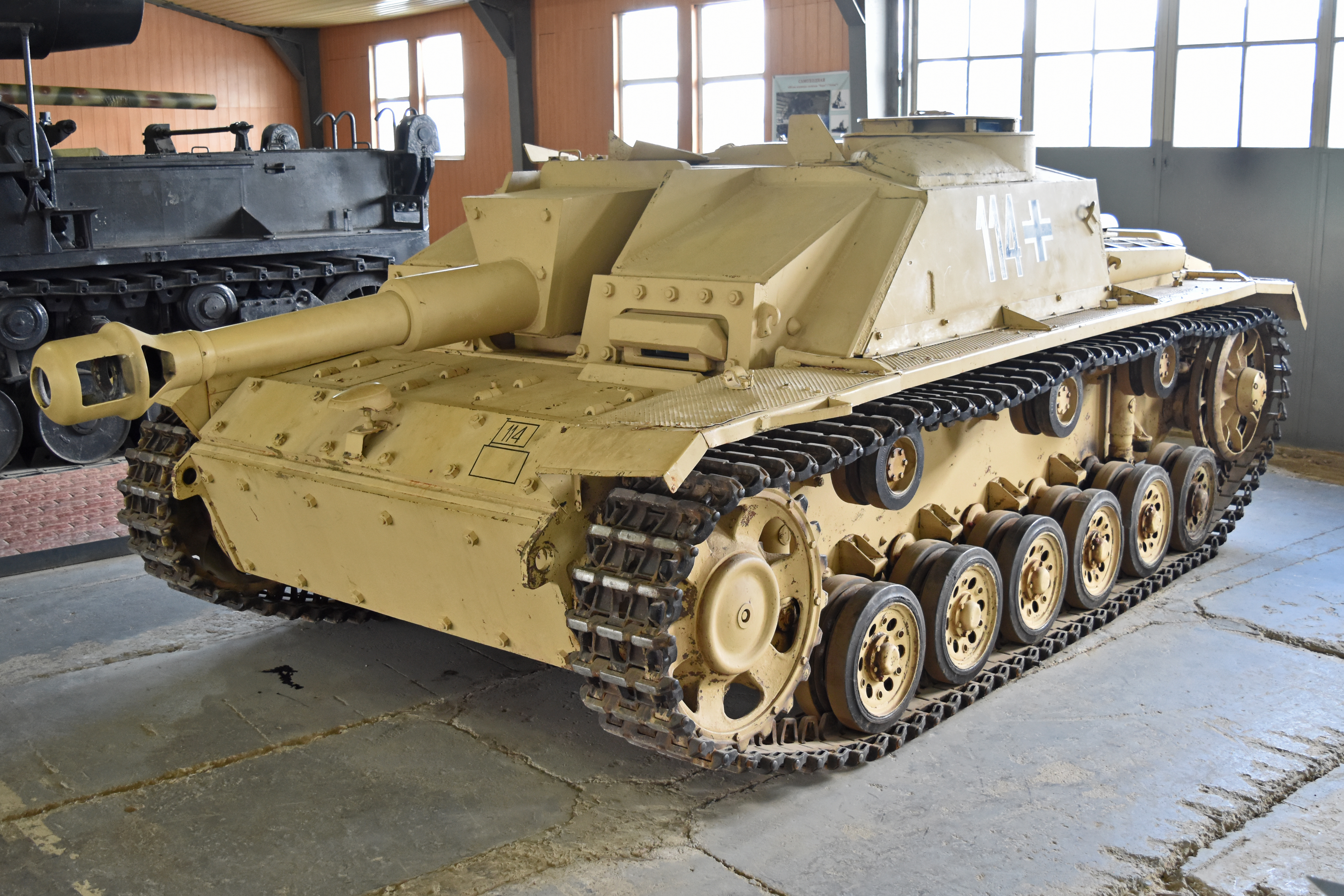
クビンカ戦車博物館の展示車両。30mm増加装甲が車体前面にボルト留めされたG型車台の初期生産型。
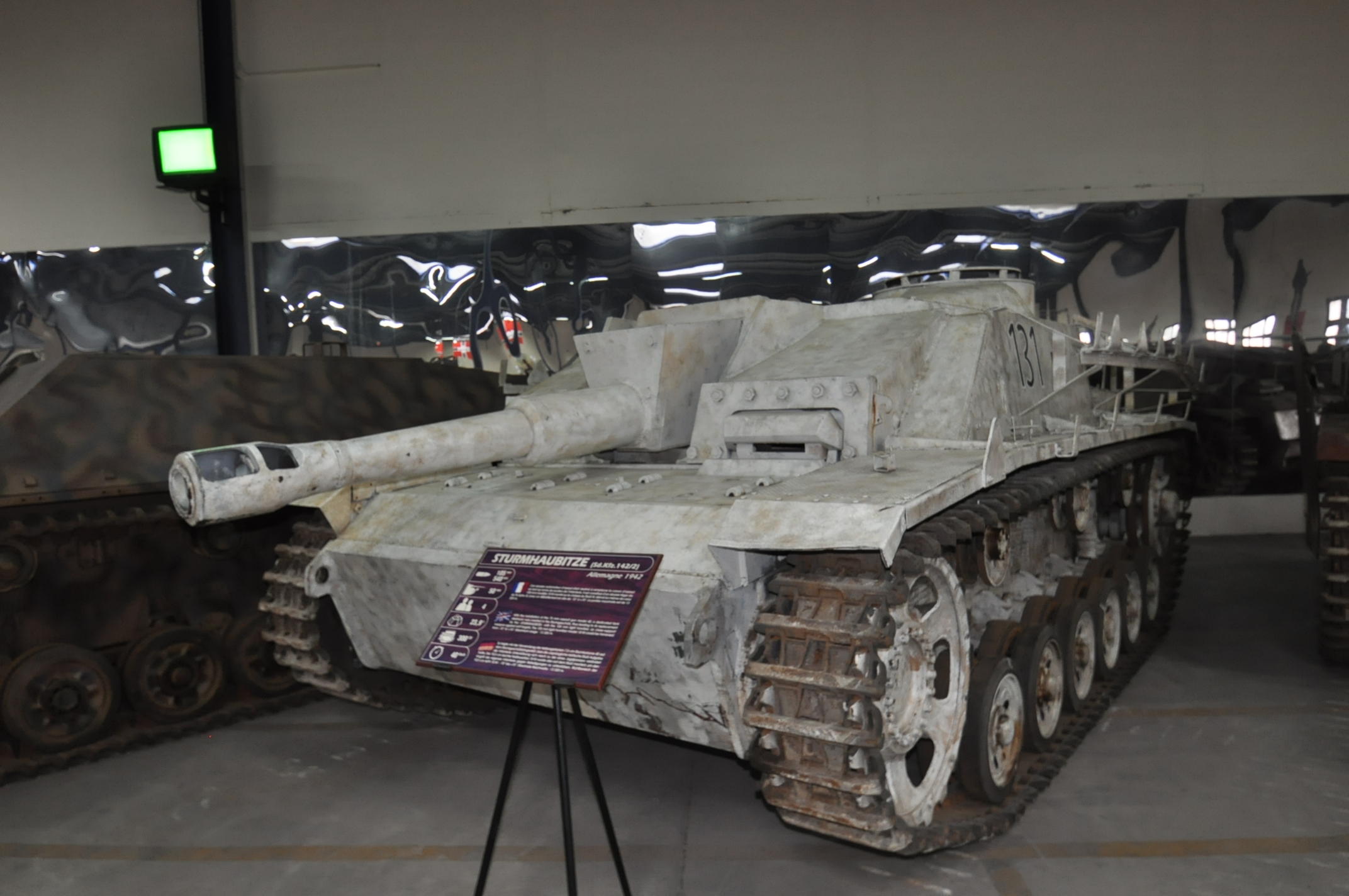
ソミュール戦車博物館の展示車両。G型車台の前期生産型。
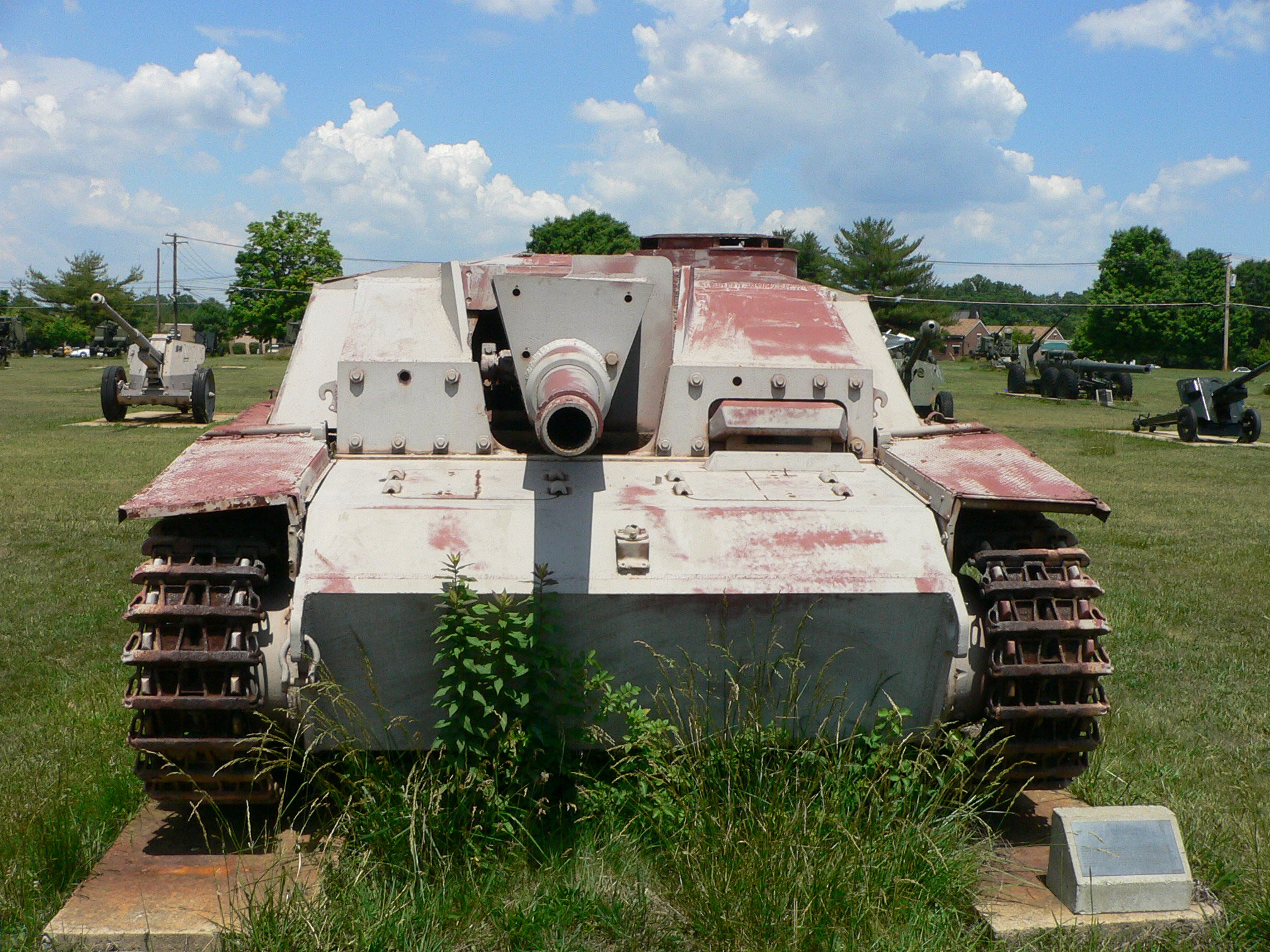
アメリカ陸軍兵器博物館の展示車両。マズルブレーキの無い後期生産型。